# Achenpass
Der Achenpass ist ein 941 m ü. NHN hoch liegender Gebirgspass in den Bayerischen Voralpen, einer Gebirgsgruppe der Alpen, auf dem Gebiet der Gemeinde Kreuth im bayerischen Landkreis Miesbach.

## Geographie
Die Passhöhe befindet sich etwa 1 km nördlich der deutschen Grenze zu Österreich und liegt im südbayerischen Mangfallgebirge. Der Pass verbindet das Tal des Tegernsees im Norden mit dem Achental (Tirol) und dem Walchental im Süden. Er trennt die Einzugsgebiete von Weißach/Mangfall/Inn und Walchen/Isar (beides Zuflüsse der Donau). An der Passhöhe liegt Stuben, ein Ortsteil von Kreuth. Südlich des Passes zweigt das Achental vom Achensee her kommend nach Westen als Walchental zum Sylvensteinsee ab. Über den Pass führt ein Teilstück der Deutschen Alpenstraße, im betreffenden Abschnitt handelt es sich hierbei um die Bundesstraße 307.

## Geschichte
1495 begann man, den Saumweg über den Achenpass zu einer Fahrstraße auszubauen. Gleichzeitig wurden entlang der Fahrstraße einige Befestigungsanlagen (z. B. Kaiserwacht auf Tiroler Gebiet) errichtet. Transportiert wurde vor allem Salz aus der Saline Hall nach München, wodurch die Straße zu einer wichtigen Handelsverbindung wurde. 
Über den Achenpass führte eine der wichtigsten militärischen Transitrouten für die Bayerische Armee, als diese zur Zeit von Napoleon I. (v. a. 1809) über Tirol regierten. Wer diesen Pass und die Festungen im Gemeindegebiet von Achenkirch (Tirol) kontrollierte, konnte entscheidende Vorteile erringen. 
Im 19. Jahrhundert verlor der Warentransfer über den Achenpass an Bedeutung, jedoch ergab sich mit dem Tourismus für das ruhige Achental ein neuer Aspekt.